# ملی (بازیکن فوتبال اسپانیایی)
ملی (انگلیسی: Melli؛ زادهٔ ۶ ژوئن ۱۹۸۴) بازیکن فوتبال اهل اسپانیا است.
از باشگاه‌هایی که در آن بازی کرده‌است می‌توان به باشگاه فوتبال خنت، باشگاه فوتبال شریف تیراسپول، باشگاه فوتبال رئال بتیس، باشگاه فوتبال نفتچی باکو، باشگاه فوتبال سیمرغ زاقاتالا، و باشگاه ورزشی تنریف اشاره کرد.
وی همچنین در تیم‌های ملی فوتبال زیر ۱۶ سال اسپانیا، زیر ۱۷ سال اسپانیا، زیر ۱۹ سال اسپانیا، زیر ۲۰ سال اسپانیا، و زیر ۲۱ سال اسپانیا بازی کرده‌است.